# Haakon V van Noorwegen

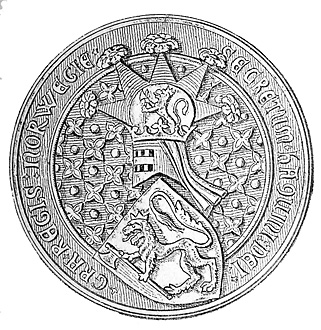
De koninklijke zegel van Haakon V Magnussen

Haakon V Magnusson (?, 1270 - Tunsberghus, 8 mei 1319) was van 1299 tot zijn dood in 1319 koning van Noorwegen. Hij was getrouwd met Eufemia van Rügen, en was vader van Ingeborg Håkonsdotter, die met hertog Erik Magnusson van Zweden trouwde. Haakon V was de laatste koning voordat de Noorse troon werd verenigd met Zweden en later Denemarken.
Haakon V was de jongste zoon van Magnus VI van Noorwegen, koning van Noorwegen, en zijn Deense vrouw Ingeborg Eriksdotter. Na de dood van Magnus VI in 1280 volgde Haakons broer Erik II zijn vader op 12-jarige leeftijd op, en werd Haakon eerste in de lijn voor de troonopvolging. Toen Erik II in 1299 stierf zonder een opvolger na te laten, werd Haakon koning van Noorwegen.
Via zijn moeder (dochter van Jutta van de Saksen, afstammeling van Ulvhild van Noorwegen, hertogin van de Saksen) was Haakon V afstammeling van de heilige Olaf, koning Olaf II van Noorwegen.
In de eerste jaren van zijn regering volgde hij het anti-Deense beleid van zijn broer. In 1309 sloot hij uiteindelijk vrede met Denemarken, waarmee het tijdperk van de Deens-Noorse oorlogen ten einde kwam. Op binnenlands terrein wist hij de macht van de koning te versterken ten koste van de adel.
Haakon V werd in 1319 opgevolgd door zijn kleinzoon, de Zweedse prins Magnus. Hij werd begraven in de Mariakerk in Oslo, die hij zelf had laten bouwen. Deze kerk ging verloren door een brand in de zestiende eeuw. Tijdens archeologische opgravingen in de ruïnes van de kerk, zijn twee skeletten gevonden. Aangenomen wordt dat het gaat om koning Haakon V en zijn vrouw Euphemia.

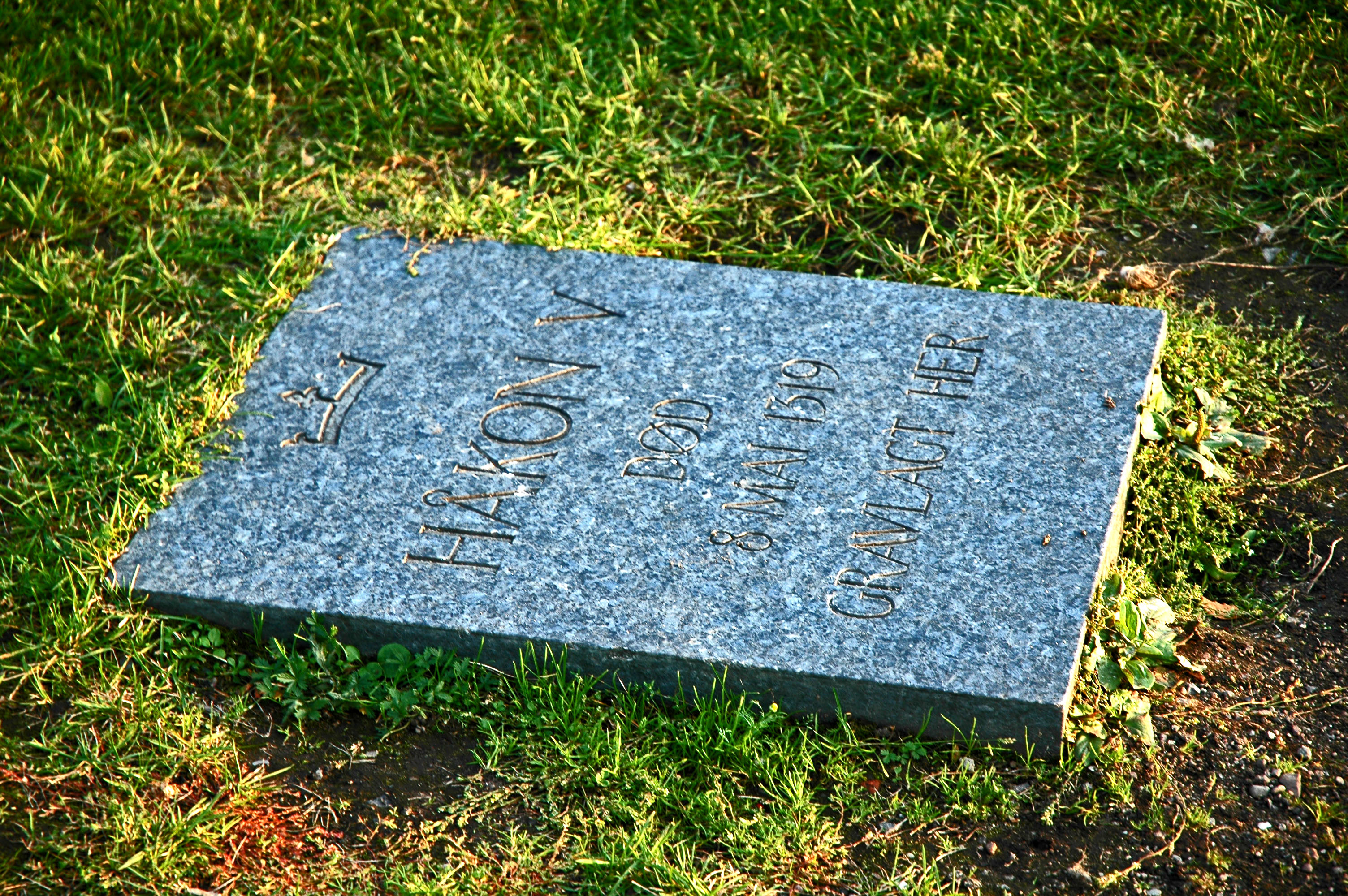
Graf van Haakon V in Oslo

- Bibsys: 90362622
- Gemeinsame Normdatei: 1271811014
- International Standard Name Identifier: 0000 0003 6281 7676
- Library of Congress Control Number: n2011009913
- Nederlandse Thesaurus van Auteursnamen: 073641405
- Virtual International Authority File: 227610670
- WorldCat: E39PBJtgYR7qpc9K9Jmq6RXw4q